# Galeria Instrumentów Folkowych
 Galeria Instrumentów Folkowych – ekspozycja, której twórcą był muzyk klezmerski i folkowy oraz twórca ludowy Antoni Kania (Syrbacy). Znajduje się w części Łąki, w Grodzisku Mazowieckim przy ulicy Chlewińskiej 19.

## Historia i ekspozycja
"Galeria Instrumentów Folkowych" powstała w 1997 roku. Jest to zbiór ponad tysiąca instrumentów zgromadzonych przez Antoniego Kanię przez ponad czterdzieści lat. 

Galeria jest podporządkowana kulturze polskiej. Nie chodzi tu o stare, tradycyjne instrumenty – od tego są muzea. Galeria to pomysł na folk, na samoróbki. Folk jest terminem luźno traktowanym – w odróżnieniu od folkloru, od etnografii. To są często instrumenty tworzone ad hoc; instrumentem stają się dwa patyki

{{Cytat}} Linki zewnętrzne: "źródło".
Po jego śmierci w lipcu 2014 roku "Galeria Instrumentów Folkowych" jest prowadzona przez córkę artysty Katarzynę wraz z mężem Pawłem Stróżewskim. Kolekcja instrumentów w dalszym ciągu jest rozbudowywana. Obecnie liczy ponad tysiąc eksponatów. Jej pierwsza lokalizacja to salki katechetyczne mieszczące się nieopodal Kościoła Przemienienia Pańskiego przy ul. Łąkowej w grodziskiej dzielnicy Łąki (do 2007 roku). Od 2008 roku ekspozycja mieści się w lokalu przy ul. Chlewińskiej 19a w Grodzisku Mazowieckim. W galerii znajduje się kolekcja instrumentów, która podporządkowana jest polskiej kulturze ludowej – nieznanej, egzotycznej i nieodkrytej do dziś. To jedyny w Polsce, Europie i na świecie zbiór ponad tysiąca instrumentów, przeszkadzajek i zabawek muzycznych, starych oraz skonstruowanych przez Antoniego Kanię. Jest to jedyne miejsce w Europie, gdzie można dotykać eksponatów, a także na nich zagrać – m.in. na żydowskich cymbałach, katarynce, basach, harmonii polskiej. Można usłyszeć dźwięk liry korbowej (w połowie lat 80. XX w. A. Kania jako pierwszy przywrócił praktykę gry na tym instrumencie), suki biłgorajskiej (Kania zrekonstruował ją jako pierwszy w XX w.) i najbardziej polskiego instrumentu — pierdziela. W pomieszczeniach sąsiadujących z galerią mieści się: Klub Przedszkolaka "Bartek", Galeria Lanszaftu i Muzeum Kiczu (wystawa malarstwa współczesnego i małe muzeum obrazów, drobiazgów z epoki pani Dulskiej), Muzeum PRL-u oraz Galeria przydrożnych kapliczek. W marcu 2015 roku powstała Fundacja "Antek".